# غار (فیلم ۲۰۰۵)
غار (انگلیسی: The Cave) فیلمی آمریکایی در ژانر اکشن علمی تخیلی ترسناک ماجراجویی به کارگردانی بروس هانت در اولین تجربه کارگردانی او است که در سال ۲۰۰۵ از سوی اسکرین جمز منتشر شد.  

## داستان
فیلم داستان گروهی از غواصان و دانشمندان اتحاد جماهیر شوروی و انگلیسی را روایت می‌کند که در جستجوی صومعه گمشده دوران جنگ سرد وارد غاری در رومانی می‌شوند. هنگام کاوش در غار به دام می‌افتند و با مجموعه از حوادث و موجودات کشنده روبه‌رو می‌شوند.

## بازیگران
- کول هاسر در نقش جک مک‌آلستر، کاوشگر حرفه‌ای و برادر تایلر.
- ادی سیبرین در نقش تایلر مک‌آلستر، کاشف غار و برادر جک.
- موریس چسنات در نقش تاپ بیوکنن، متخصص بقا.
- دنیل دای کیم در نقش الکس کیم، فیلم‌بردار.
- ریک راونلو در نقش بریگز، یکی از اعضای تیم غواصی.
- لینا هیدی در نقش کاترین جنینگز، دانشمند.
- پایپر پرابو در نقش چارلی، صخره‌نورد حرفه‌ای.
- مارسل ایرس در نقش دکتر نیکلای، دانشمند و رهبر تیم اعزامی.